# Proteinska izoforma
Proteinska izoforma je jedna od nekoliko različitih formi istog proteina. Različite forme proteina mogu biti proizvedene srodnim genima, ili iz istog gena putem alternativnog splajsovanja. Veliki broj izoformi je izazvan pojedinačnim nukleotidnim polimorfizmima (engl. single-nucleotide polymorphisms - SNP), malim genetskim razlikama između alela istog gena. One se javljaju na specifičnim individualnim pozicijama gena.
Otkriće izoformi delimično objašnjava naizgled mali broj kodirajućih regiona (gena) ustanovljenih projektom ljudskog genoma: sposobnost stvaranja kategorički različitih proteina iz istog gena povećava raznovrsnost proteoma. Izoforme se lako otkrivaju i opisuju putem studija DNK mikro čipovima i cDNK biblioteka.

## Glikoforme
Glikoforme su izoforme proteina koje se razlikuju samo u pogledu broja i tipa vezanih glikana. Glikoproteini se ćesto sastoje od brojnih glikoformi, za koje su vezani različiti saharidi ili oligosaharidi. Te modifikacije mogu da budu posledica biosinteznih razlika tokom procesa glikozilacije, ili usled akcije glikozidaza ili glikoziltransferaza. Glikoforme se mogu detektovati detaljnom hemijskom analizom razdvojenih glikoformi, ali ih je jednostavnije otkriti putem diferencijalnih reakcija sa lektinima, i.e. korišćenjem lektinske afinitetne hromatografije i elektroforeze. Tipični primeri glikoproteina koji sadrže glikoforme su krvni proteini: orosomukoid, antitripsin, i haptoglobin. Jedna neobična glikoformna varijacija je primećena kod adhezionih molekula neuronskih ćelija (NCAM) gde je za proteine vezana polisijalinska kiselina.

## Spoljašnje veze
- Definicije izofromi